# Run Coyote Run
Run Coyote Run es una serie de televisión mexicana de acción, comedia y aventura, creada, dirigida y escrita por Gustavo Loza. La serie se estrenó el 8 de mayo de 2017 en FX.
El 18 de mayo de 2017, FX confirmó que la serie había sido renovada para una segunda temporada, debido al éxito que obtuvo la primera temporada. El 18 de septiembre de 2018, se estrenó la segunda temporada.

## Sinopsis

### Primera temporada (2017)
Run Coyote Run gira en torno a la ‘agencia de viajes’ Run Coyote Run y a sus propietarios, Gamaniel y Morris, unos ‘polleros’ bastante avispados y hábiles, pero de buen corazón. Si bien estos ‘agentes de viaje’ son unos bribones que lucran con la urgencia de sus ‘clientes’, en el fondo tienen buenas intenciones, intentan ser justos y de cierta forma creen que están haciéndole un servicio a la comunidad. No son como otros ‘polleros’ que engañan a sus ‘clientes’, que les roban, que los dejan abandonados y que incluso los matan. En Run Coyote Run “pasas porque pasas”, de acuerdo al eslogan de la agencia, y el primer ‘cliente’ visto en la comedia, un cubano que quiere jugar béisbol profesionalmente en Estados Unidos, confirma con creces que puedes confiar en estas personas.

### Segunda temporada (2018)
Arranca con nuevos capítulos y esta vez con una locación diferente y nuevos retos fronterizos. La realidad de muchos inmigrantes es contada en esta segunda temporada de quienes procuran cruzar a como de sitio la frontera cara un futuro mejor o bien cuando menos es lo que creen. Por último los personajes van a estar en situaciones molestas terminando con su gente, esto es rios de sangre van a caer.
Esta nueva entrega tratan temas más reales como tráfico de órganos, de animales, elecciones locales y como es lógico los fraudes que vienen con ellas. También la violencia contra los cronistas o bien el narcotraficante, no obstante, aclara Gustavo Loza que no lo es tan de forma directa sencillamente maneja el contexto puesto que esta vez estarna en la frontera entre E.U. y México.

### Tercera temporada (2020)
El martes 28 de abril se estrenó el primer capítulo de la tercera temporada en la cual los dos amigos se debaten entre abandonar su tierra y buscar nuevos rumbos o hacerle frente a la adversidad e intentar recuperar su lugar en Naco. Mientras deciden su lugar en el mundo, no olvidan que son dueños de una empresa de “Turismo de Aventura” que ayuda a cumplir sueños del otro lado de la frontera.

## Reparto
- Harold Torres como Gamaliel.
- Eivaut Rischen como Morris.
- Macarena Miguel como Teresa.
- Noé Hernández como Don Rómulo.
- Héctor Jiménez como Güevín.
- Jean Roland Dufresne como Kewewe.
- Harrison Jones como Johnny Johnson
- Maya Zapata como Olga.
- Byrdie Bell como Alice.
- Fernando Gaviria como González.
- Fidel Zerda como Jaguar.
- Gustavo Terrazas Najera como Juan.
- Ignacio Guadalupe como Presidente Municipal.
- Khris Cifuentes como Yuriokis.
- Alfredo Ahnert como Scott.
- José Carlos Rodríguez como Presidente de la Liga.
- Daniel Vives como Francis.
- Marius Biegai como Papá Morris.
- Abigail Kuklis como Mamá Morris.
- Ricardo Abarca como Óscar "Bombarderito" Rodríguez.
- Michelle Rodríguez como Rubí.[5]
- Brenda Asnicar como Renata Natalich
- Don Filemón como Comepitos

## Expectativa del creador
“Esta no es una serie de narcotraficantes, nunca lo ha sido, pero sí es contexto”, aclara Gustavo Loza, quien destaca que era imposible no tratar un tema así. “Si nos están pidiendo realismo no podemos hacer una serie filmada en la frontera mexicana haciendo como que no existen”.
“Lo más importante es que a mis personajes los ponen en la pared, en una situación incómoda y empiezan a acabar con su gente, entonces tienen que tomar acción. Hay gente que muere, también”, comenta.

## Premios Fenix
| Año  | Categoría              | Nominado       | Resultado |
| ---- | ---------------------- | -------------- | --------- |
| 2017 | Mejor serie de comedia | Run Coyote Run | Nominado  |

## Episodios
| Temporada | Temporada | Episodios | Original                 | Original                |
| Temporada | Temporada | Episodios | Comienzo                 | Final                   |
| --------- | --------- | --------- | ------------------------ | ----------------------- |
|           | 1         | 13        | 8 de mayo de 2017        | 31 de julio de 2017     |
|           | 2         | 13        | 18 de septiembre de 2018 | 11 de diciembre de 2018 |